# 瘤擬拉格鮡
瘤擬拉格鮡，為輻鰭魚綱鯰形目骨鮡科的其中一種，為熱帶淡水魚類，分布於亞洲印度Barak河流域，體長可達2.9公分，棲息在底層水域，生活習性不明。